# Norfolk County (Massachusetts)
Norfolk County is een county in de Amerikaanse staat Massachusetts.
De county heeft een landoppervlakte van 1.035 km² en telt 650.308 inwoners (volkstelling 2000). De hoofdplaats is Dedham.

## Bevolkingsontwikkeling

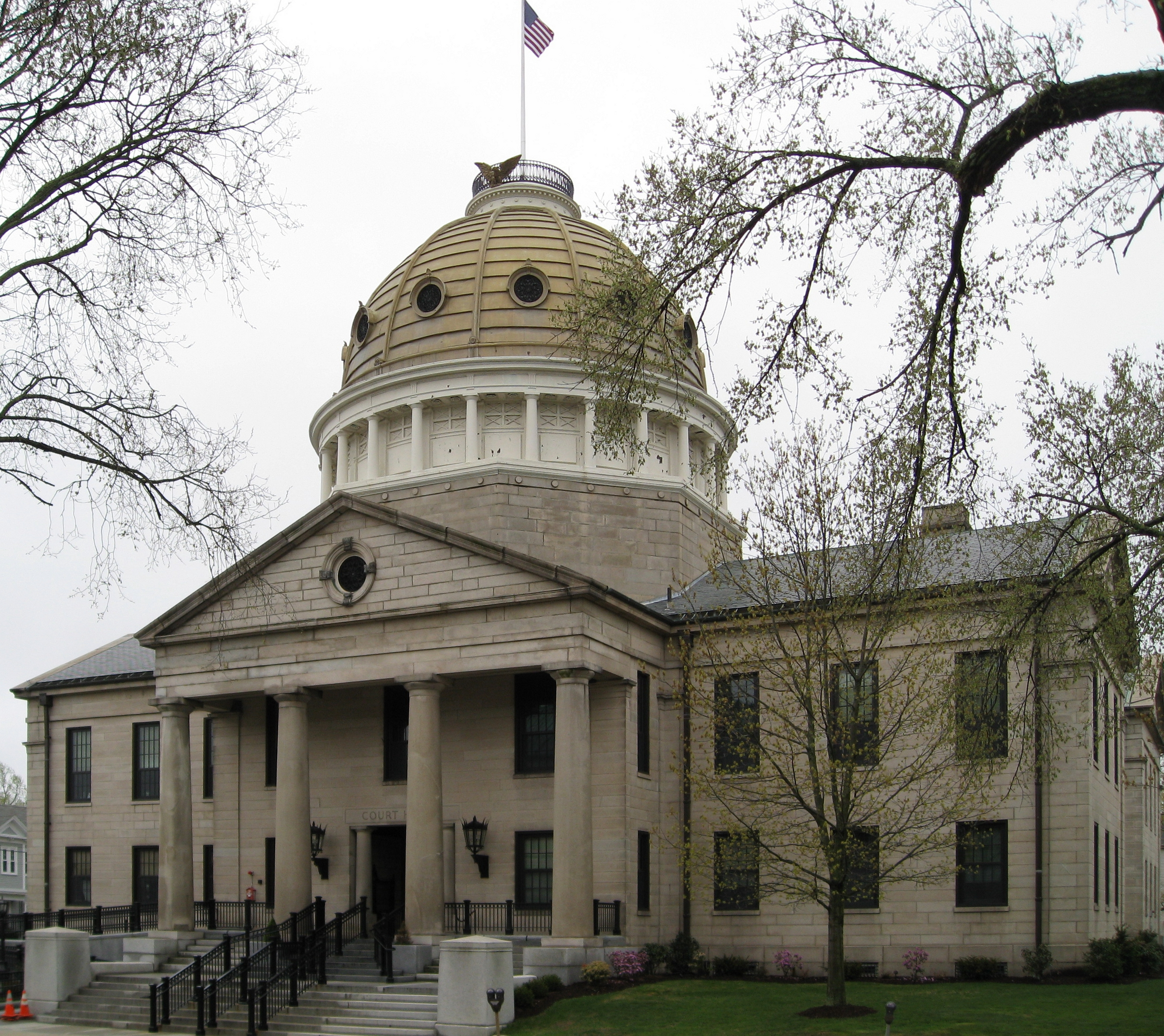
Norfolk County Courthouse